# Nocaute (canção)
"Nocaute" é uma canção da dupla sertaneja Jorge & Mateus, lançada oficialmente em 29 de outubro de 2014. A canção está presente no álbum Os Anjos Cantam (2015) como terceiro single do álbum. A canção foi produzida por Dudu Borges, assim como o disco novo. Em 2015 foi incluída no set list do álbum comemorativo aos 10 Anos da dupla, tendo esse sido lançando em 11 de novembro de 2016.

## Composição
Com composição de André Vox e Samuel Deolli, a música, assim como todo o novo disco, é mais uma que teve a produção assinada por Dudu Borges. Romântica, a canção fala sobre recaídas de amor. Recaí quando te vi/ E a paixão veio a tona/ Fui a nocaute, beijei a lona/ O meu corpo tremeu/ O tempo passou, a vida mudou/ Mas eu continuo seu, são alguns dos trechos da faixa.

## Lista de faixas
| Download digital no iTunes |           |         |  |
| N.º                        | Título    | Duração |  |
| 1.                         | "Nocaute" | 2:47    |  |

## Desempenho nas Paradas
| Paradas (2014-15)                         | Melhor posição |
| ----------------------------------------- | -------------- |
| Brasil - Billboard Brasil Hot 100 Airplay | 10             |